# Reclassified
Reclassified — переиздание дебютного студийного альбома австралийской хип-хоп исполнительницы Игги Азалии под названием The New Classic (2014). Релиз состоялся 21 ноября 2014 года на лейблах Def Jam и Virgin EMI спустя семь месяцев после выхода оригинального альбома. Reclassified включает в себя пять совершенно новых песен.
Треки «Walk The Line», «Impossible Is Nothing», «100», «Fuck Love», «Goddess», «New Bitch» и «Lady Patra» из оригинального альбома были заменены новыми песнями, а позже вошли в японскую делюкс-версию переиздания.
Reclassified пикировал на шестнадцатой строчке в Billboard 200, став второй записью Азалии в данном чарте, а также в хит-парадах таких стран, как Австралия, Дания, Швеция и Великобритания.
В поддержку переиздания были выпущены коммерчески успешные синглы «Beg for It» при участии детской певицы MØ и «Trouble» записанный совместно с американской певицей Дженнифер Хадсон, причём последний достиг седьмой позиции в UK Singles Chart.

## Восприятие
В целом альбом получил положительные отзывы от музыкальных критиков. Джим Фарбер из New York Daily News поставил Reclassified три с половиной звезды из пяти, высоко оценив новые треки «We In This Bitch», «Heavy Crown», «Trouble» и «Iggy SZN», заявив: «К счастью, большинство из новых треков на альбоме действительно сто́ящие. Это очень важно, поскольку только пять песен можно назвать действительно новыми». Несмотря на похвалу большинства новых треков, он выразил отторжение к «Beg for It», заявив, что песня кажется ленивой, поскольку «является слишком явным повтором "Fancy"». В заключение он сказал: «Хотя Азалия заканчивает альбом утверждением, что корона славы «приходит и уходит», но в то же время она радостно заявляет: «но сука, сейчас она моя». На данный момент кажется, что она действительно её заслуживает».
Марк Бомонт из NME оценил лонгплей на шесть из десяти (что выше, чем оценка оригинальной версии альбома от того же издания) и сказал, что «в этом переиздании австралийская хип-хоп исполнительница предлагает небольшое улучшение по сравнению с The New Classic». Майк Васс из Idolator оценил альбом на 4 балла из 5, назвав его «лучшей возможностью признать, что дебют Игги на самом деле невероятно хорош», добавив, что на альбоме нет ни одного неудачного трека, а «Heavy Crown» выделяется как ещё один будущий хит.

## Список композиций
| №                   | Название                                 | Автор(ы)                                                                                     | Продюсер(ы)                   | Длительность |
| ------------------- | ---------------------------------------- | -------------------------------------------------------------------------------------------- | ----------------------------- | ------------ |
| 1.                  | «We in This Bitch»                       | Amethyst Kelly Jason Pebworth George Astasio Jonathan Shave Salt Wives Jon Turner            | The Invisible Men Salt Wives  | 4:10         |
| 2.                  | «Work»                                   | Kelly Pebworth Astasio Shave Trocon Markous Roberts Natalie Sims                             | FKi 1st The Invisible Men     | 3:43         |
| 3.                  | «Change Your Life» (при участии T.I.)    | Kelly Sims Raja Kumari The Messengers Lovy Longomba Clifford Harris, Jr.                     | The Messengers                | 3:40         |
| 4.                  | «Beg for It» (при участии MØ)            | Kelly Charlotte Aitchison Kurtis McKenzie Turner                                             | The Invisible Men The Arcade  | 2:58         |
| 5.                  | «Black Widow» (при участи Риты Оры)      | Kelly Tor Erik Hermansen Mikkel Storleer Eriksen Benjamin Levin Katheryn Hudson Sarah Hudson | Stargate                      | 3:29         |
| 6.                  | «Trouble» (при участии Дженнифер Хадсон) | Kelly Judith Hill Isabella Summers Pebworth Astasio Shave Salt Wives Turner                  | The Invisible Men Salt Wives  | 2:46         |
| 7.                  | «Don't Need Y'all»                       | Kelly Pebworth Astasio Shave Turner Jon Mills                                                | The Invisible Men The Arcade  | 3:33         |
| 8.                  | «Rolex»                                  | Kelly Pebworth Astasio Shave Turner McKenzie                                                 | The Invisible Men The Arcade  | 3:23         |
| 9.                  | «Iggy SZN»                               | Kelly Pebworth Astasio Shave Darryl Reid Turner                                              | The Invisible Men Darryl Reid | 3:20         |
| 10.                 | «Fancy» (при участии Charli XCX)         | Kelly Aitchison Pebworth Astasio Shave Turner McKenzie                                       | The Invisible Men The Arcade  | 3:19         |
| 11.                 | «Heavy Crown» (при участии Элли Голдинг) | Kelly Goulding Pebworth Astasio Shave Salt Wives Turner                                      | The Invisible Men Salt Wives  | 3:52         |
| 12.                 | «Bounce»                                 | Kelly Talay Riley Oladayo Olatunji Sims Mark Hadfield Mike Di Scala Jochem George Paap       | Reeva & Black                 | 2:47         |
| Общая длительность: | Общая длительность:                      | Общая длительность:                                                                          | Общая длительность:           | 41:00        |

| №   | Название                           | Автор(ы)                                                                                            | Продюсер(ы)                     | Длительность |
| --- | ---------------------------------- | --------------------------------------------------------------------------------------------------- | ------------------------------- | ------------ |
| 13. | «Walk the Line»                    | Kelly Mckenzie Astasio Shave Pebworth Turner                                                        | The Invisible Men The Arcade    | 3:38         |
| 14. | «100» (при участии WATCH THE DUCK) | Kelly Harris, Jr. O. White Jesse Rankins Eddie Smith III Johnathan Wells                            | WATCH THE DUCK                  | 4:09         |
| 15. | «New Bitch»                        | Kelly Shave Sims Pebworth Astasio Joey Dyer                                                         | The Invisible Men Dyer          | 3:37         |
| 16. | «Impossible Is Nothing»            | Kelly Mills Mckenzie Dyer Astasio Shave Pebworth Gabriel Yared                                      | The Invisible Men The Arcade    | 3:10         |
| 17. | «Goddess»                          | Kelly Shave Pebworth Astasio Turner Mills Frank Farian                                              | The Invisible Men The Arcade    | 3:10         |
| 18. | «Lady Patra» (при участии Mavado)  | Kelly David Brooks Shave Turner Pebworth Astasio Mckenzie Theron Thomas Timothy Thomas Daler Mehndi | The Invisible Men The Arcade    | 3:56         |
| 19. | «Fuck Love»                        | Kelly Turner Mills Theron Thomas Timothy Thomas Shave Pebworth Astasio                              | The Invisible Men The Arcade    | 2:39         |
| 20. | «Just Askin'»                      | Kelly Shave Sims Pebworth Astasio Ryan Woodcock Roberts                                             | The Invisible Men WoodysProduce | 2:58         |
| 21. | «Fancy» (Dabin & Apashe Remix)     | Kelly Aitchison                                                                                     | Dabin & Apashe                  |              |
| 22. | «Black Widow» (86 Remix)           | Kelly Hermansen Eriksen Levin Perry Hudson                                                          | 86                              |              |

## Чарты
| Чарты (2014–15)                        | Высшая позиция |
| -------------------------------------- | -------------- |
| Австралия (ARIA)                       | 32             |
| Австралия Urban Albums (ARIA)          | 3              |
| Дания (Hitlisten)                      | 31             |
| Япония (Oricon)                        | 115            |
| Шотландия (Scottish Albums Chart)      | 50             |
| Швеция (Sverigetopplistan)             | 32             |
| Великобритания (UK Albums Chart)       | 38             |
| Великобритания (UK R&B Albums Chart)   | 4              |
| США (Billboard 200)                    | 16             |
| США (Billboard Top R&B/Hip-Hop Albums) | 6              |
| США (Billboard Top Rap Albums)         | 5              |

| Чарты (2014)                             | Высшая позиция |
| ---------------------------------------- | -------------- |
| Австралия Australian Urban Albums (ARIA) | 43             |
| Чарты (2015)                             | Высшая позиция |
| Австралия Urban Albums (ARIA)            | 46             |
| США Billboard 200                        | 117            |
| США Top R&B/Hip-Hop Albums (Billboard)   | 64             |

## Сертификации
| Регион               | Сертификация | Продажи |
| -------------------- | ------------ | ------- |
| Польша (ZPAV)        | Золотой      | 10 000  |
| Великобритания (BPI) | Серебряный   | 60 000  |

## История выхода
| Регион         | Дета            | Формат(ы)         | Лейбл                     | Прим.  |
| -------------- | --------------- | ----------------- | ------------------------- | ------ |
| Австралия      | 21 ноября 2014  | CD                | Virgin EMI                | [ 23 ] |
| Австралия      | 21 ноября 2014  | Цифровая загрузка | Virgin EMI                | [ 24 ] |
| Новая Зеландия | 21 ноября 2014  | Цифровая загрузка | Virgin EMI                | [ 4 ]  |
| Великобритания | 24 ноября 2014  | CD                | Virgin EMI                | [ 25 ] |
| Великобритания | 24 ноября 2014  | Цифровая загрузка | Virgin EMI                | [ 26 ] |
| США            | 24 ноября 2014  | CD                | Def Jam Recordings        | [ 27 ] |
| США            | 24 ноября 2014  | Цифровая загрузка | Def Jam Recordings        | [ 28 ] |
| Аргентина      | 25 ноября 2014  | Цифровая загрузка | Universal Music Argentina | [ 29 ] |
| Япония         | 10 декабря 2014 | CD                | Universal Music Japan     | [ 5 ]  |